# Crevacuore
Crevacuore (piemontiul: Crevacòr) település Olaszországban, Piemont régióban, Biella megyében. Lakosainak száma 1376 fő (2023. január 1.). Crevacuore Ailoche, Caprile, Curino, Guardabosone, Pray, Serravalle Sesia, Sostegno, Scopello és Valdilana községekkel határos.

## Népesség
A település lakossága az elmúlt években az alábbi módon változott:
| Lakosok száma | 1522 | 1514 | 1376 |
|               | 2017 | 2018 | 2023 |